# Swiss Vapeur Parc
Pour les articles homonymes, voir Vapeur (homonymie).
 (septembre 2023).
Le Swiss Vapeur Parc est un parc ferroviaire de miniatures de 19 567 mètres carrés, situé sur les bords du Lac Léman, en Suisse. Le Parc expose des modèles réduits de locomotives à l'échelle 1:4 à 1:11 équipées de véritables moteurs à vapeur ou moteurs électriques, ainsi que des répliques de bâtiments de la région.

## Présentation

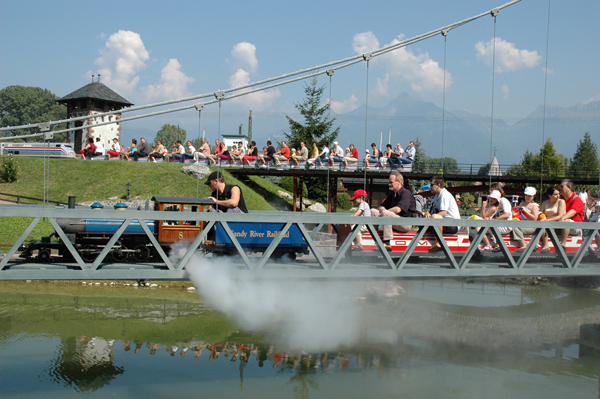
La Sandy no. 8 traverse un pont dans le parc

Le Swiss Vapeur Parc est un parc ferroviaire, à l'écartement 7 ¼ et 5 pouces d'une superficie de 19 567 mètres carrés. Il possède plusieurs locomotives à vapeur qui consomment de l'eau et du charbon, ainsi que plusieurs locomotives électriques.
Le Swiss Vapeur Parc est ouvert du 19 mars au 1er novembre de chaque année, et ferme durant l'hiver.
- Chaque année au mois de juin le Club des Amis du Swiss Vapeur Parc y organise un festival international de la vapeur. Le festival réunit des dizaines de locomotives à vapeur et électriques[1] et des vaporistes du monde entier.

## Histoire
Le parc a ouvert ses portes le 6 juin 1989 par un festival international de la vapeur. Sa surface était alors de 9 000 m2 avec un circuit ferroviaire de 800 m. Le parc disposait de deux locomotives, une à vapeur et une à essence. Depuis, l'équipe des « petits trains » travaille à embellir et à améliorer les infrastructures et le matériel.
En 2016, la surface du parc est de 19 000 m2 avec un tracé ferroviaire de 1 500 m. Un chemin piétonnier permet de découvrir divers bâtiments reproduits à l'échelle, ainsi que différentes œuvres d'art. Le parc possède douze locomotives et automotrices (six à vapeur et six avec un moteur à essence).
Au 1er mars 2016, le parc enregistre 3 135 000 visiteurs[réf. souhaitée].

## Les collections
Le Swiss Vapeur Parc possède plusieurs répliques de locomotives à vapeur et de locomotives électriques. Le circuit n'est pas électrifié, les répliques de machines à vapeur fonctionnent à la vapeur chauffée avec du charbon (comme les machines originales). Les répliques des machines électriques sont équipées de génératrices fournissant du courant pour des moteurs électriques. Depuis fin 2022, les locomotives "électriques" passent progressivement en révision et leur ancienne génératrice est remplacée par des batteries au lithium. En avril 2024, il ne reste plus que la locomotive FO32 qui n'est pas encore équipée de ces batteries.
Les listes suivantes ne sont pas exhaustives et devront être complétées ou actualisées au fil du temps (dernière actualisation en août 2024) :

### Locomotives à vapeur
Le parc est actuellement équipé de 10 locomotives à vapeur. Mise à part la Mallet importée des États-Unis et la Stuart importée de France, toutes les locomotives ont été construites par Balson AG à Stein am Rhein.
| Matricule (noms)                            | Constructeur et date      | État actuel  | Origine et informations techniques | Photo |
| ------------------------------------------- | ------------------------- | ------------ | --- | ----- |
| La « Mecklenburg Pommersche Bahn »          | Balson AG, date inconnue. |              | - Locomotive de type 040 + Tender. - C'est une des machines les plus puissantes du parc. - Réplique à l'échelle 7 pouce ¼ d'une locomotive à tender séparé. - 0 cm, 900 kg, vitesse maximum : 00 ch. - Timbre chaudière : 7 kg/cm². - Capacité de la soute à charbon : 00 kg. - Capacité de la soute à eau : 00 L. |       |
| La « Harz »                                 | Balson AG, date inconnue. |              | - Locomotive de type 131T (locomotive-tender). - Réplique d'une locomotive-tender du chemin de fer touristique du Harz en Allemagne. - C'est une des machines les plus puissantes du parc. - 0 cm, 900 kg, vitesse maximum : 00 ch. - Timbre chaudière : 7 kg/cm². - Capacité de la soute à charbon : 00 kg. - Capacité de la soute à eau : 00 L. |       |
| La « Sandy River Railroad »                 | Balson AG, date inconnue. |              | - Locomotive de type 030 + Tender. - Réplique d'une locomotive typique des chemins de fer de la Sandy River aux États-Unis. - Elle a été entièrement rénovée en 2015. Elle peut tracter 4 wagons. - 0 cm, 400 kg, vitesse maximum : 00 ch. - Timbre chaudière : 7 kg/cm². - Capacité de la soute à charbon : 00 kg. - Capacité de la soute à eau : 00 L. |       |
| La « Spreewald »                            | Balson AG, date inconnue. |              | - Locomotive de type 030T (locomotive-tender). - Locomotive dont la carrosserie et sa cabine furent très soignées. - Locomotive-tender, attelée à une voiture miniature. - 0 cm, 500 kg, vitesse maximum : 00 ch. - Timbre chaudière : 7 kg/cm². - Capacité de la soute à charbon : 00 kg. - Capacité de la soute à eau : 00 L. |       |
| La « Spreewald 2 »                          | Balson AG, date inconnue. |              | - Cette locomotive est quasiment identique à la Spreewald, mais elle est peinte en grise. - Cette locomotive fut inaugurée pendant le Festival international de la vapeur de 2019, en même temps que la Amtrak qui reprenait du service après de longues années à la suite d'une grosse panne moteur. - 0 cm, 500 kg, vitesse maximum : 00 ch. - Timbre chaudière : 7 kg/cm². - Capacité de la soute à charbon : 00 kg. - Capacité de la soute à eau : 00 L.                |       |
| La « Mölm »                                 | Balson AG, date inconnue. |              | - Locomotive à tender séparé, c'est la plus ancienne loco à vapeur du parc et peut tracter 4 wagons. - La machine a souffert de plusieurs problèmes mécaniques, mais a été finalement rénovée en 2015, elle est de nouveau apte au service. - 0 cm, 400 kg, vitesse maximum : 00 ch. - Timbre chaudière : 7 kg/cm². - Capacité de la soute à charbon : 00 kg. - Capacité de la soute à eau : 00 L.                                                                          |       |
| La « Waldenburg (Baptisée "Le Président") » | Balson AG, date inconnue. |              | - C'est une des plus anciennes locomotives-tender du parc. De ce fait elle ne sort pas souvent. Elle peut parfois être vue en double traction avec la Stuart ou la Decauville. - Le nom "Président" provient du fait qu'elle fut conduite par un ancien Président de la Confédération Suisse, Jean-Pascal Delamuraz. - 0 cm, 400 kg, vitesse maximum : 00 ch. - Timbre chaudière : 0 kg/cm². - Capacité de la soute à charbon : 00 kg. - Capacité de la soute à eau : 00 L. |       |
| La « Stuart »                               | Balson AG, date inconnue. | Hors-service | - Réplique d'une locomotive-tender 030T anglaise. - De par sa faible puissance, elle ne peut tirer que 4 wagons, mais peut parfois être vue en double traction avec la Waldenburg. - 0 cm, 000 kg, vitesse maximum : 00 ch. - Timbre chaudière : 0 kg/cm². - Capacité de la soute à charbon : 00 kg. - Capacité de la soute à eau : 00 L. |       |
| La « Mallet »                               | Balson AG, date inconnue. |              | - Réplique d'une locomotive jumelée des États-Unis, cette machine avait la particularité de fonctionner au gaz. Elle a été convertie au charbon pour réduire les risques liés au gaz. Elle avait été volée et retrouvée en très mauvais état avec le BVB. Après ce vol, elles ont été réparées. - 0 cm, 000 kg, vitesse maximum : 00 ch. - Timbre chaudière : 0 kg/cm². - Capacité de la soute à charbon : 00 kg. - Capacité de la soute à eau : 00 L.                      |       |
| La « FO no 1 »                              | Balson AG, date inconnue. |              | - Réplique conforme en 7 pouce ¼ de la locomotive à crémaillère circulant sur la ligne du Furka-Oberalp. - Inaugurée au Bouveret lors du festival vapeur de 2009. - 0 cm, 000 kg, vitesse maximum : 00 ch. - Timbre chaudière : 0 kg/cm². - Capacité de la soute à charbon : 00 kg. - Capacité de la soute à eau : 00 L. |       |

Les locomotives à vapeur ne pouvant être rangées avec leur rame, chaque matin, elles doivent aller s'atteler à des compositions, qui peuvent soit être attribuées à une locomotives spécifique (par exemple les voitures couvertes de la Spreewald), ou alors à des rames qui peuvent être attribuées à toutes les locomotives, y compris les électriques. Ces rames sont divisées principalement en deux types : Les rames de nouvelle génération "Gondola", que l'on peut retrouver sur le Glacier Express ou encore sur la WAB, et celles d'ancienne génération, surnommées "Califourchons" ou "Inox", qui sont en cours de retrait depuis plus d'une dizaine d'années. À ce jour, il ne reste que 8 voitures de ce type en service.

### Locomotives électriques
Une série de locomotives électriques participent principalement à l'exploitation quotidienne.
| Matricule (noms)                              | Constructeur et date | État actuel | Origine et informations techniques | Photo |
| --------------------------------------------- | -------------------- | ----------- | --- | ----- |

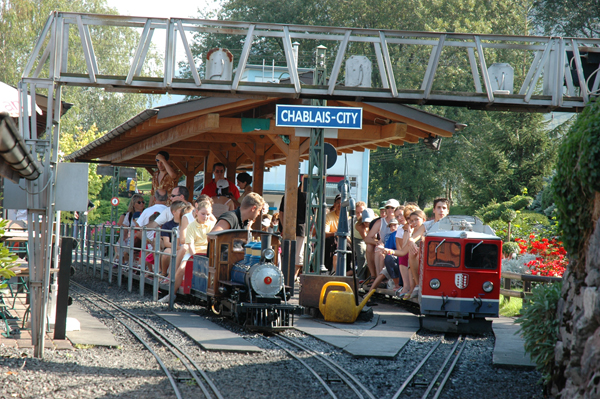
Chablais-City : la Sandy (gauche) et la Matterhorn Gothard Bahn (droite).

| La Crocodile RhB Ge 6/6                       |                      |             | - Elle fut inaugurée au festival international de la vapeur en 2008. - Elle tire généralement un convoi de wagons historiques RhB. |       |
| La MGB (Matterhorn Gotthard Bahn)             |                      |             | - Réplique d'une locomotive circulant sur la ligne de la Furka. - C'est à la base la machine électrique FO "Furka Oberalp", la plus ancienne locomotive du parc. Elle était munie d'un moteur thermique et d'une transmission hydraulique, puis grâce à une génératrice Honda qui alimentait les deux moteurs électriques. - Aujourd'hui, des batteries au lithium lui permettent de circuler. - Depuis 2023, à l'occasion de la révision de toute la rame, les voitures ont été repeintes aux couleurs du Glacier Express, dont elle porte désormais le nom. |       |
| La Wengernalpbahn                             |                      |             | - C'est une petite machine toute verte, à deux essieux. Son antécédent est une locomotive à crémaillère circulant en Suisse Centrale. Trois wagons équipés d'une motorisation à crémaillère permettent à cette locomotive d'emprunter la crémaillère comme le modèle original. |       |
| La MGN Montreux Glion Naye                    |                      |             | - Ce fut la première locomotive à crémaillère du Parc. Elle se trouve entre un wagon couvert servant de voiture de commande et deux wagons "Gondola". |       |
| La TPC (anciennement BVB Bex Villars Bretaye) |                      |             | - C'est une réplique d'une automotrice avec sa voiture de commande. Cette locomotive avait été volée et retrouvée en très mauvais état avec la Mallet. C'est ainsi qu'elle a été repeinte sous les nouvelles couleurs des Transports Publics du Chablais. Une rame de voitures complète aujourd'hui cette rame. |       |
| L'Aigle Leysin                                |                      |             | - C'est, comme la TPC, une réplique d'une automotrice avec sa voiture de commande. Une seconde voiture de commande a été ajoutée pour représenter une configuration fréquemment rencontrée sur cette ligne de montagne. À la différence de la TPC, le mécanicien se trouve dans la 1ère voiture de commande et non dans la motrice. |       |
| La MOB Montreux Oberland Bernois 8000         |                      |             | - C'est une réplique de la fameuse série des 8000 du MOB. Le mécanicien peut contrôler la machine depuis une voiture pilote de la rame couverte "GoldenPass Panoramic" par les temps de pluie. Depuis la mise en service d'une locomotive de la série 6000 en 2023, cette locomotive a été équipée de batteries au lithium et circule désormais presque uniquement avec la rame couverte GoldenPass Panoramic. |       |
| L'Amtrak                                      |                      |             | - C'est une réplique d'un prototype des diesels américaines AMD-103 tractant les trains passagers. Initialement elle a été bâtie en 2 éléments indissociables, avec 3 bogies à 3 essieux. En 2019, elle a été adaptée en 2 locomotives distinctes, qui peuvent circuler de manière autonome comme en traction multiple. |       |
| La FO32                                       |                      |             | - C'est une réplique exacte de la compagnie Furka Oberalp. Elle permet de tracter les trains passagers sur le tronçon crémaillère. |       |
| Le MOB "Belle-Époque"                         |                      |             | - C'est une rame tractée par une locomotive de la mythique série des GDe 4/4 6000 portant la livrée "Isabelle von Siebenthal", mise en service en 2023. Cette locomotive, fonctionnant avec des batteries au lithium, circule avec la rame de voitures MOB Belle-Époque qui circulait jusqu'en 2023 avec la locomotive de la série Ge 4/4 8000, désormais attribuée à la rame couverte "GoldenPass Panoramic". |       |
| La Komet                                      |                      |             | - Réplique de la rame automotrice à crémaillère ABDeh 4/8 2021 du Matterhorn Gotthard Bahn. Construite par un membre du parc il y a plus d'une dizaine d'années, elle fut rachetée par le parc durant l'hiver 2022/2023. Elle est complétée par trois voitures semblables aux Gondola, aux couleurs du Matterhorn Gotthard Bahn. |       |
| La SPB                                        |                      |             | - Petite locomotive à deux essieux du Chemin de fer de la Schynige Platte semblable à la WAB construite sur la base d'une ancienne locomotive privée. Mise en service au parc en 2023, elle est surtout utilisée comme machine de réserve lors des journées à forte affluence, ainsi que comme machine de manœuvre. Bientôt, elle sera capable de circuler aussi bien en adhérence que sur les lignes à crémaillère. |       |

## Gares
Le parc compte 6 gares, mais seulement 5 sont accessibles au public.

### Chablais-City
La gare de Chablais-City est la première gare du circuit, autant sur le plan historique que lorsque le visiteur entre dans le parc. C'est de là que partaient tous les trains. Mais depuis l'arrivée des nouvelles gares, le trafic est réparti, et certains trains passent en direct sur la voie 1.
Il y a 2 voies d'arrêt, et on trouve au bout du quai une soute à charbon ainsi que la grue à eau et la lampisterie. Les locomotives à vapeur peuvent s'y arrêter pour faire le plein d'eau et de charbon. C'est aussi à Chablais-City que l'on trouve le buffet de la gare. À la fin des quais, à droite, on trouve le dépôt 2.

### Chablais-Village
Cette gare a été construite en 2007. Il n'y a qu'une seule voie d'arrêt, et la ligne principale qui passe à côté. Comme son nom l'indique, au sortir du quai on se retrouve dans le village. La voie se trouve déjà sur le début de la rampe pour accéder au circuit supérieur, à 5 pour mille.

### La Prairie
La Prairie est un lieu-dit. En effet, au départ il n'y avait que quelques voies de dépôt, dont la courbe de la crémaillère, et bien sûr, des champs. Puis, avec la signalisation et l'arrivée en 2009 d'une locomotive à vapeur à crémaillère, les responsables de la gestion ont décidé de faire une troisième gare. Cette gare est exploitée quotidiennement depuis 2010. Tous les trains à crémaillère partent de cette gare.

### Leysin
Le nom fait référence à un village des Préalpes vaudoises à 15 km du parc. Pourtant, la gare y a été réalisée récemment. Située en périphérie du parc, elle est proche du dépôt d'Yvorne. Elle dessert le snack et se situe entre les viaducs St-Pierre et St-Georges.

### Martischeiju
Le nom fait référence à une aire d'autoroute en haut-Valais. C'est un clin d’œil au chantier d'autoroute en Valais, interminable ! De ce fait cette gare n'est utilisée que pour des trains spéciaux et des manœuvres, pour rentrer ou sortir les rames électriques du dépôt. Cette gare comporte 2 voies et 2 quais. Les trains passent en direct sur la voie 2.

### Bellevue
Bellevue est une nouvelle gare, entrée en exploitation en 2023. Elle se situe au dessus de Martischeiju, et est encore en travaux. Elle comporte une voie d'arrêt, une voie directe et un quai. Actuellement, et de manière provisoire, un seul train s'y arrête, à savoir l'Amtrak, car l'infrastructure actuelle nécessite un train-navette (une cabine de conduite de chaque côté). Les trains à crémaillère peuvent desservir cette gare, et en repartir par la ligne à crémaillère, qui relie Bellevue au Lavaux, juste avant Martischeiju. Cependant, cette ligne n'est pour l'instant pas exploitée de manière régulière.

## Les bâtiments
Selon le site officiel du Swiss Vapeur Parc ainsi que de l'ouvrage : Buscaglia Ada "Swiss Vapeur Parc" Cabédita, 2000, 170p :

### Les bâtiments non-ferroviaires
- La Banque de Zürich, où le public peut entrer et où est représenté l'activité d'une banque. C'est un modèle à l'échelle 1/5, dans le style des années 1870.
- Les Halles de Neuchâtel, une pièce d'architecture au 1/5e, dont l'original date de 1570. Les Halles abritent un magasin de souvenirs.
- La Treille, une représentation d'un café à l'échelle 1/5 qui abrite réellement une buvette. On y sert des crêpes et des boissons.
- L'Église de Saanen avec son clocher qui donne l'heure. On y trouve des bancs et le chœur, le tout accompagné d'une musique typique. Son antécédent se trouve à Saanen dans l'Oberland Bernois.
- La Maison Suisse, une maison typique de la vallée du Rhône, à l'échelle 1/5 qui abrite une exposition sur le parc.
- Le Lavoir du Croisât d'Aigle, qui est une fontaine dans laquelle on lavait certains habits.
- Le Kuklos, une reproduction au dixième d'un restaurant tournant de la station de ski de Leysin. La nuit, il est éclairé depuis l'intérieur.
- Le Restaurant Plein-Roc, un restaurant situé dans la face rocheuse des Rochers de Naye, représenté au dixième. On peut aller y manger en prenant le MGN depuis Montreux.
- Les Moulins de la Tine, qui représentent en miniature les bâtiments des moulins du Val d'Illiez, à Troistorrents (2009).
- La Scierie de Nax, qui reproduit au dixième une scierie utilisant l'eau d'un courant voisin pour actionner sa roue à aubes et faire fonctionner la scie. Le modèle réel se trouve à Nax.
- Le Château d'Aigle, qui est une reproduction au huitième du château d'Aigle. On ne peut aller visiter l'intérieur. Et, comme dans la réalité, il est entouré de vignes qui, mélangées avec d'autres, font un vin.
- La Tour à Feu, dont l'original date de l'époque Savoyarde.
- La Maison du Garde-Barrière, qui servait de logement au garde-barrière dont le travail était de fermer ou ouvrir les barrières lors de passages de trains. Au Parc, elle sert de remise pour les outils du jardinier. On ne peut la visiter, mais elle est parfaitement visible depuis le train.
- Le Barrage, qui se trouve entre l'étang et le lac. On peut le traverser.
- Le Buffet de la Gare qui se trouve à la gare de Chablais-City. Il vend des boissons et est une représentation d'un buffet comme on en trouve dans certaines gares de Suisse.
- Le Téléphérique Riddes-Isérables, est un téléphérique qui part du dépôt 4 et arrive au Plein-Roc. Il peut fonctionner en automatique, et de temps en temps, à la vapeur : une petite machine se trouve à côté et fait fonctionner une turbine qui produit du courant pour alimenter les moteurs du téléphérique.

### Les bâtiments ferroviaires
- La Lampisterie : ce petit bâtiment se trouve à gauche au bout de la voie 3. Il abrite toutes les réserves d'huiles pour les locomotives à vapeur et la Crocodile RhB[7].
- La Tour de Contrôle : elle se trouve derrière le frigo, sur le circuit supérieur. On peut la voir depuis la gare de Chablais-City et est l'un des points les plus haut dans le parc[7]. C'est dans cette tour que se trouve l'automate et les ordinateurs permettant de gérer toutes les aiguilles et la signalisation du Parc.
- Le Poste d'Aiguillage de Chablais-City est situé à l'entrée de la gare de Chablais-City. Malgré son nom, il n'abrite aucun élément de télécommande pour les aiguilles et signaux, si ce n'est un centre de relais.
- Les Soutes à Charbon, au nombre de deux. Une se trouve à côté du dépôt 1 et abrite du petit charbon pour les locomotives à vapeur en 5 pouces. La deuxième se trouve à côté de la lampisterie, et abrite du gros charbon pour les locomotives à vapeur du parc.
- Le Frigo où sont stockées les boissons et les glaces. Il se trouve derrière la voie 3 de Chablais-City. Depuis l'extérieur, il a l'aspect d'un grand bâtiment, avec des portes frigorifiques donnant sur un quai de chargement.
- La Halle aux Marchandises, qui se trouve derrière le frigo et qui abrite le compresseur à air pour les pistons des aiguilles, des outils nécessaires à l'entretien du parc et des choses nécessaires au Buffet.
- Le Château d'Eau qui se trouve derrière le dépôt 2. Il permet d'obtenir une pression suffisante pour la pompe à eau située entre les voies 1 et 2 à Chablais-City.
- La Gare d'Yvorne se trouve à la sortie du premier tunnel et sert de stockage pour le charbon des locomotives du parc. Toutefois, ce n'est pas une gare officielle : aucun train ne s'y arrête.

## Les dépôts
Comme dans tout chemin de fer, il y a des dépôts. En voici une présentation, ainsi que leur utilisation.

### Le dépôt 1

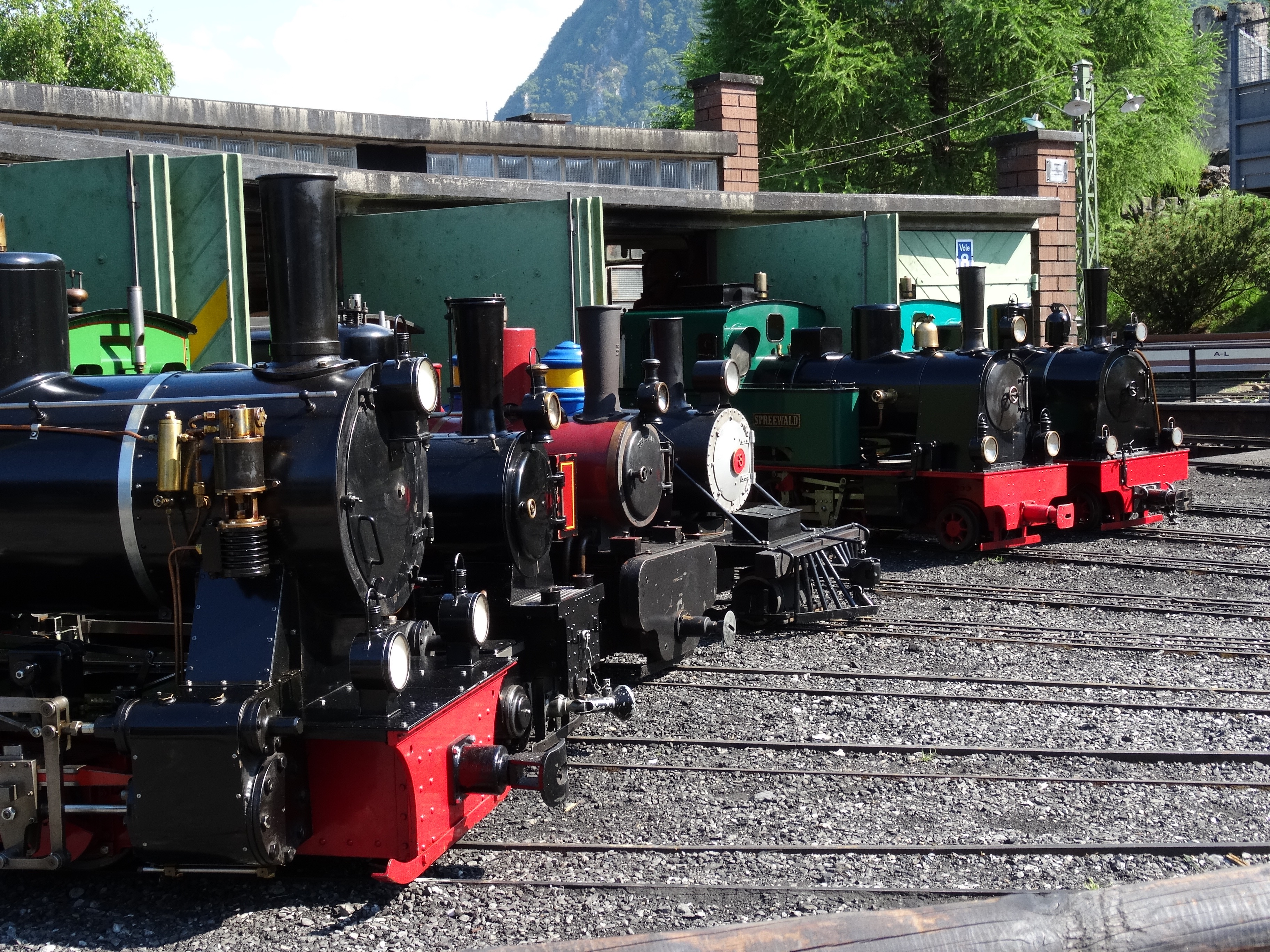
De gauche à droite : la Mecklenburg, la Waldenburg, la Stuart, la Sandy, la Spreewald et une locomotive privée

Il est aussi connu sous le nom de rotonde. C'est là que les locomotives à vapeur du parc sont stockées. Il y a huit voies qui vont dans le dépôt, et deux voies pour la fosse. C'est à cet endroit que le mécanicien fait la mise en chauffe, c'est-à-dire qu'il prépare son feu et qu'il met la locomotive sous pression, et qu'il fait tous les graissages nécessaires. De même, c'est à cet endroit qu'il revient après la journée de travail : il faut faire tomber le feu, purger partiellement la chaudière, et nettoyer la locomotive.

### Le dépôt 2
Il se trouve à la fin des voies de la gare de Chablais-City. Il compte trois voies, plus un annexe à côté dans un hangar en bois. C'est dans ce dépôt que sont rangées une partie des locomotives privées depuis l'ouverture du dépôt de Stockalper.

### L'atelier
Historiquement il était appelé "dépôt 4" car installé à proximité d'un ancien tunnel de rangement du matériel roulant. Il sert d'atelier mécanique du parc. C'est là que sont réparées et entretenues les machines du Parc, vapeur et électriques. Il se trouve à côté du premier tunnel, et on peut facilement voir les deux portes grises.

### Le dépôt Sainte-Flemme
Il est relativement récent par rapport à ses congénères, puisqu'il fut construit en 2007. Il peut abriter deux rames et se trouve derrière le dépôt 1, construit dans la même livrée de briques rouges.

### Le dépôt de la Prairie
Il se trouve au lieu-dit de la Prairie et est composé de trois longues voies. Il est recouvert d'une boiserie dans le genre vieux chalet.

### Le dépôt d'Yvorne
Il se trouve à proximité de la gare de Leysin. Il possède 8 voies. Dans ce dépôt sont garées une partie des locomotives des membres du Club des Amis du Swiss Vapeur Parc

### Le dépôt de Stockalper
Situé sur l'extension du parc de 2016, cette construction souterraine possède 8 voies. Dans ce dépôt sont garées une partie des locomotives électriques avec leurs rames respectives. Totalement automatisé, le dépôt permet au mécanicien de locomotive de garer son train de manière autonome.

## Ponts et tunnels
Comme en réalité, il y a de nombreux ponts et tunnels. En voici une liste exhaustive.

### Tunnels
Le parc compte cinq tunnels, plus une galerie pare-avalanche.
- Le tunnel 1 se trouve à côté du dépôt 4, et fait une vingtaine de mètres, se terminant par une courbe.
- Le tunnel 2 se trouve à la sortie de la gare de la Prairie, et est en courbe, ce qui est plutôt bien, puisqu'il y a très peu de lumière.
- Le tunnel 3 commence au même endroit qu'à la sortie du tunnel 1. Cela fait donc une entrée de deux galeries parallèles, avec des renforts de chaque côté.
- Le tunnel 4, en courbe, amène le train devant la gare de Chablais-City.
- Le tunnel 5 passe sous la Tour à Feu, et se termine à l'entrée de la gare de Chablais-Village.
- Le tunnel du Gothard (GBT), d'une longueur de 57m (clin d'oeil à son grand frère faisant 57Km) et mis en service en 2018
- La galerie pare-avalanche se trouve sur le circuit supérieur, au-dessus des toilettes publiques. Elle est juste en dessous du Kuklos.
- Une deuxième galerie pare-avalanche ainsi qu’un mur se trouvent sur le circuit de la crémaillère, juste avant l'arrivée à la halte de la crémaillère. Elle a été construite durant l'hiver 2009-2010.

### Ponts
Le parc compte 11 ponts, plus ou moins grands.
- Pont 1. C'est le premier que le public peut apercevoir, et il se trouve être celui de la crémaillère. En effet, il se trouve un peu avant l'entrée de la gare de la Prairie. Toutefois, seul les trains à crémaillère peuvent le traverser.
- Pont 2 ou George Washington. C'est le plus long pont du Parc avec ses 50 mètres, et est donc suspendu. C'est une réplique du pont à New York. Au Parc, il traverse le lac en face du Snack.
- Pont 3. Ce tout petit pont se trouve à la sortie du tunnel 3; il est fait en bois, ce qui lui donne un aspect américain.
- Pont 4. Celui-ci se trouve un peu avant l'entrée du tunnel 5. C'est un petit pont en pierre, en arcade se trouvant au-dessus du petit ruisseau qui a son embouchure dans le petit lac du Snack.
- Pont 5. Il se trouve à la sortie de la gare de Chablais-Village, peu après le passage à niveau. On peut très bien voir le barrage depuis celui-ci. Il est tout en bois et est couvert.
- Pont 6. C'est le premier pont que l'on trouve après la rampe de 10 pour mille, il est à double voie. Il semble être une réplique du pont du Vanel, le fameux pont de l'ASD (Aigle-Sépey-Diablerets) qui domine le vide.
- Pont 7. Presque tout de suite après le pont 6, on trouve un pont en cage de trois éléments. Il surplombe la gare de Chablais-City.
- Pont 8. Il se trouve, à nouveau, presque directement après le pont en cage. Il est fait entièrement en bois, dans le style américain. Durant les travaux d'hiver 2007-2008, les poutres porteuses furent entièrement changées.
- Pont 9. Après une dizaine de mètres, on trouve un pont métallique en arcade. Il surplombe le dépôt 4, et directement à sa sortie on trouve la galerie pare-avalanche.
- Pont 10. C'est un pont en treillis métallique, qui survient après la courbe du Kuklos, et à sa sortie on trouve le Château d'Aigle. Il surplombe le Snack.
- Pont 11. Comme dernier pont, on trouve le pont le plus récent du parc. En effet, il date de 2023. Ce pont métallique se situe en amont de la gare de Bellevue. Ce pont enjambe la ligne passant par le tunnel du Gothard.

## Plans d'eau et de flore
Le Parc est agrémenté de plans d'eau et de plantes ressemblant à celles qui poussent sur les rives du Lac Léman, situé à quelques dizaines de mètres du parc.

### Plans d'eau
- Il y a deux grands lacs, dont un est séparé par le barrage. Celui-ci se trouve après la gare de Chablais-Village, et dans le petit étang séparé par le barrage, on trouve une multitude de roseaux. C'est aussi à cet endroit que passe le pont en bois couvert.
- Le deuxième lac se trouve sous le pont suspendu, en face du Snack. En été, il y a souvent des privés qui viennent faire fonctionner leurs bateaux miniatures ; certains fonctionnent réellement avec de la vapeur.

### Plans de flore
Il y a beaucoup d'espèces différentes au parc. Un jardinier travaille à l'année fait en sorte que le parc soit le plus joli possible. Au printemps ainsi qu'en plein été, il y a de très nombreuses fleurs. Il faut noter la différence aux changements de saisons. Le Parc applique une politique de plantation d'arbres, qui va résulter en ce que certains endroits seront joliment agrémentés d'ombre. Récemment il y a eu un recensement du nombre d'espèces présentes : on en dénombre plus de 120.

## Tracé, signalisation et chemins pédestres
Présentation technique du Parc,:
Le tracé du Swiss Valeur Parc comporte deux kilomètres de voies, un nombre considérable d'appareils ferroviaires tels que aiguilles, signaux et barrières :
- 24 aiguilles, toutes fonctionnelles et utilisées couramment.
- Une cinquantaine de signaux principaux. Il n'y a que ce type de signal qui peut présenter un rouge. Autrement, les vitesses de 40, 60, 90 kilomètres par heure ainsi que le signal d'avertissement peuvent être présentés.
- Plus d'une quarantaine de signaux avancés. Ces signaux ne peuvent présenter un rouge, mais afficher les vitesses de 40, 60, 90 et l'avertissement. Ils sont en relations directe avec le signal principal.
- Plus d'une dizaine de signaux de manœuvres. Ces signaux autorisent les manœuvres en gare et en pleine voie, malgré le fait que les signaux principaux présentent un rouge.
- Un signal de refoulement, qui indique au mécanicien le fait qu'il peut refouler (reculer) son convoi. Ce signal se trouve à la sortie du 2e tunnel, après la gare de la Prairie.
- Des signaux "T" (téléphone), situés sous quelques signaux principaux. Ils indiquent aux mécaniciens si la tour de contrôle est desservie ou pas.
- Deux annonciateurs de voie libre (flèche), qui indiquent au mécanicien que le signal principal est ouvert. Ils se trouvent sur les voies 1 et 2 de La Prairie.
- Des boîtiers de commande permettent au mécanicien de demander une entrée ou une sortie de gare.
- 4 cloches originales des Chemins de Fer Fédéraux Suisses.
- Tous les passages à niveau du circuit inférieur sont équipés de barrières automatiques.
- Environ 1 kilomètre de chemins pédestres. Grâce à eux, le visiteur peut visiter quasiment l'ensemble du parc.